# WingNut Films
WingNut Films Productions Ltd — новозеландская кинокомпания, базирующаяся в Веллингтоне, с другими офисами в Голливуде, США, Лондоне, Великобритании и Мельбурне, Австралия; в частности, для производства и сотрудничества преимущественно с режиссёром Питером Джексоном, особенно в фильмах «Властелина колец». WingNut Films также снимала в Pinewood Studios в Англии. Её дочерней компанией в США является WingNut Films, Inc.

## История
WingNut Films участвовала почти во всех работах Питера Джексона. Компания известна тем, что участвовала в трилогии Джексона «Властелин колец», основанных на одноименном романе Дж. Р. Р. Толкина. Третий фильм получил одиннадцать премий «Оскар», включая лучший фильм и лучшую режиссуру. Компания также принимала участие в трилогии «Хоббит» после того, как режиссер Гильермо дель Торо покинул проект.

## Фильмография
- Инопланетное рагу (1987)[2]
- Познакомьтесь с Фиблами (1989)
- Живая мертвечина (1992)
- Стерео долина (1992)
- Небесные создания (1994)
- Забытые киноленты (1995)
- Джек Браун — гений (1996)
- Страшилы (1996)
- Властелин колец (2001—2003)
- Кинг-Конг (2005)
- Район № 9 (2009)
- Милые кости (2009)
- Приключения Тинтина: Тайна «Единорога» (2011)
- Запад Мемфиса (2012)
- Хоббит (2012—2014)
- Хроники хищных городов (2018)
- Они никогда не станут старше (2018)[3]
- The Beatles: Get Back (2021)
- Властелин колец: Война рохиррим (2024)
- Властелин колец: Охота на Голлума (2026)[4]

## Иск «Живая мертвечина»
Комедийный фильм ужасов «Живая мертвечина» был предметом судебного иска: В деле Bradley v WingNut Films Ltd [1993] 1 NZLR 415 утверждалось, что фильм нарушил конфиденциальность истцов, содержав фотографии семейного надгробия истца. После рассмотрения судебных органов Новой Зеландии по вопросам неприкосновенности частной жизни Галлен Дж. заявил: «Нынешняя ситуация в Новой Зеландии … заключается в том, что в Высоком суде есть три решительных заявления в пользу существования такого деликта в этой стране и принятия Апелляционным судом того, что эта концепция, по крайней мере, спорна». Это дело стало одним из серии случаев, которые способствовали введению деликтных вторжений в частную жизнь в Новой Зеландии.